# Arhitektura u 1893.
◄◄ | ◄ | 1890. | 1891. | 1892. | 1893.  | 1894. | 1895. | 1896. | ► | ►►
Arhitektura • Astronomija • Biologija • Film • Fotografija • Glazba • Kazalište • Kemija • Kiparstvo • Knjige • Književnost • Kršćanstvo • Meteorologija • Medicina • Planinarstvo • Politika • Pravo • Promet • Slikarstvo • Strip • Šport • Znanost • Zrakoplovstvo • Željeznički promet
Arhitektura u 1893.

## Hrvatska i u Hrvata

### Zgrade i druge građevine
- Dovršetak gradnje zgrada HNK u Splitu (započeta 1891.)

## Vanjske poveznice
|  | Zajednički poslužitelj ima još gradiva o temi Arhitektura u 1890-im |